# Trevor Parkes
Trevor Parkes (* 13. Mai 1991 in Fort Erie, Ontario) ist ein kanadischer Eishockeyspieler, der seit Juli 2025 bei den Dresdner Eislöwen aus der Deutschen Eishockey Liga (DEL) unter Vertrag steht und dort auf der Position des rechten Flügelstürmers spielt. Zuvor war Parkes bereits für die Augsburger Panther sowie den EHC Red Bull München in der DEL aktiv und bestritt darüber hinaus über 200 Spiele in der American Hockey League (AHL).

## Karriere

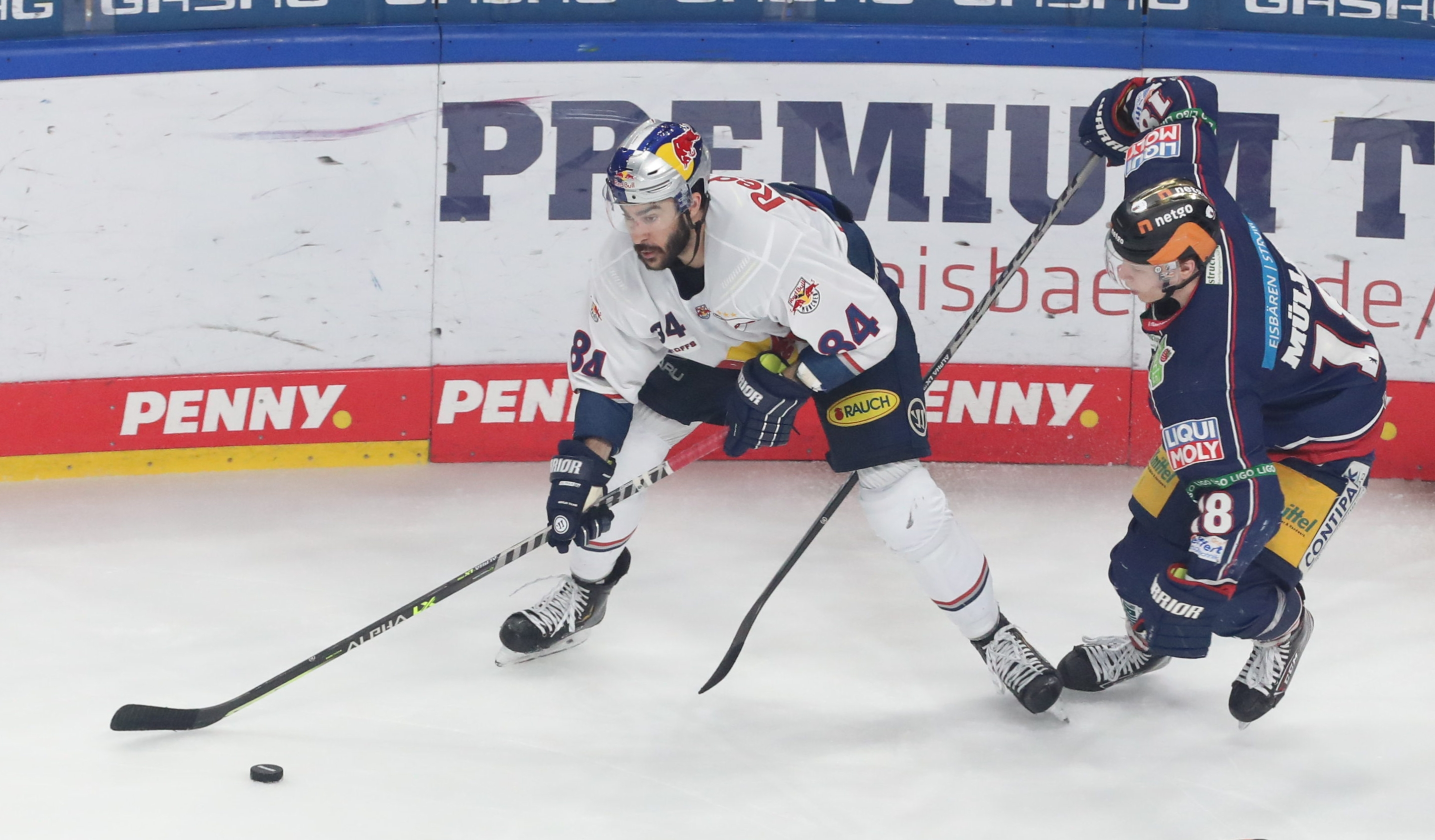
Parkes (links) im Trikot des EHC Red Bull München (2022)

Parkes konnte sich über den Eishockeyverein seiner Geburtsstadt, den Fort Erie Meteors, für den Club de hockey junior de Montréal, einem Verein aus den drei großen kanadischen Juniorenligen, empfehlen. Dabei wurde er etwas überraschend von einem Team der im Bundesstaat Québec beheimateten Ligue de hockey junior majeur du Québec (LHJMQ) verpflichtet und nicht von der Ontario Hockey League (OHL) seines Heimatstaates. Bei den Juniors war er in seiner zweiten Spielzeit 2010/11 mit insgesamt 70 Punkten bester Scorer seines Teams. Daraufhin erhielt er nach seiner Juniorenzeit ein Dreijahresangebot über 1,6 Millionen Dollar von den Detroit Red Wings.
Bei den Red Wings wurde Parkes erstmal bei deren Farmteam, den Grand Rapids Griffins, in der American Hockey League (AHL) eingesetzt für welche er im Dezember 2011 auch sein erstes AHL-Tor erzielte. Insgesamt spielte er drei Jahre für die Organisation der Autostadt, für deren AHL (116 Spiele, 26 Punkte) und ECHL-Vertreter (Toledo Walleye – 50 Spiele, 68 Punkte). Beim Calder-Cup-Gewinn der Griffins zur Saison 2012/13 wurde er in den Playoffs nicht eingesetzt und gilt damit auch nicht als Mitglied des Gewinnerteams. Parkes wurde in dieser Zeit als körperlich starker Spieler, mit offensivem Instinkt bewertet. Die Saison 2014/15 begann er bei den Greenville Road Warriors in der ECHL. Beim Team aus South Carolina war Parkes einer der erfolgreichsten und beliebtesten Spieler, so dass er im Februar 2015 wieder ein Angebot aus der AHL von den Worcester Sharks erhielt. Auch in der folgenden Saison war er für das AHL-Farmteam der San Jose Sharks aktiv, welches jedoch nach der Umstrukturierung innerhalb der AHL nach Kalifornien umzog und als San Jose Barracuda firmierte. Bei den Barracudas spielte Parkes mit 41 Punkten in 68 Spielen seine erfolgreichste AHL-Saison.
Zur Saison 2016/17 wechselte der Kanadier zu den Augsburger Panthern in die Deutsche Eishockey Liga (DEL). Bereits in seiner Debütsaison war er der punktbester Spieler seines Teams und erreichte mit den Schwaben die Play-offs. Auch in der folgenden Saison 2017/18 war er der beste Torjäger der Augsburger. Zur Saison 2018/19 wechselte er zum amtierenden DEL-Meister dem EHC Red Bull München. In seiner ersten Saison in München überzeugte er insbesondere in der Champions Hockey League, bei welcher er mit seinem Team als erster deutscher Verein das Finale erreichte und Parkes selbst zum wertvollsten Spieler dieser CHL-Saison gewählt wurde. In der DEL konnte er mit 30 Punkten in der Hauptrunde nicht ganz die Werte aus seiner Augsburger Zeit erreichen. In der Folgesaison 2019/20 gehörte er mit 46 Punkten auch mit dem EHC Red Bull München zu den Topscorern der Liga und wurde mit 28 Toren der erfolgreichste Torschütze der DEL. Nachdem er in den Jahren 2019 und 2022 jeweils Vizemeister mit dem EHC geworden war, wurde er am Ende der Saison 2022/23 erstmals Deutscher Meister. Die Spielzeit 2024/25 verpasste der Stürmer aufgrund einer Ende August 2024 erlittenen schweren Beinverletzung mit anschließender Operation komplett und erhielt im Anschluss keinen neuen Vertrag. Zur Saison 2025/26 wurde Parkes vom Aufsteiger Dresdner Eislöwen verpflichtet.

## Erfolge und Auszeichnungen
| - 2019 Wertvollster Spieler der Champions Hockey League - 2019 Deutscher Vizemeister mit dem EHC Red Bull München - 2020 Bester Torschütze der DEL-Hauptrunde | - 2021 Bester Torschütze der DEL-Hauptrunde - 2022 Deutscher Vizemeister mit dem EHC Red Bull München - 2023 Deutscher Meister mit dem EHC Red Bull München |

## Karrierestatistik
Stand: Ende der Saison 2024/25
(Legende zur Spielerstatistik: Sp oder GP = absolvierte Spiele; T oder G = erzielte Tore; V oder A = erzielte Assists; Pkt oder Pts = erzielte Scorerpunkte; SM oder PIM = erhaltene Strafminuten; +/− = Plus/Minus-Bilanz; PP = erzielte Überzahltore; SH = erzielte Unterzahltore; GW = erzielte Siegtore; 1 Play-downs/Relegation; Kursiv: Statistik nicht vollständig)